# گورنا اوریاهوویتسا
گورنا اوریاهوویتسا شهری در استان ولیکو ترنوو کشور بلغارستان است که جمعیت آن در سال ۲۰۰۱ میلادی ۳۵٬۶۲۱ نفر بوده‌است.